# Piotr Bardzki
Piotr Bardzki z Graboszowa herbu Orla (zm. w 1468 roku) – kanonik gnieźnieńskiej kapituły katedralnej w 1451 roku, kanonik poznański w 1455 roku, 
kanonik uniejowski, pleban w Pawłowie i Kędzierzynie, sędzia surogat konsystorza gnieźnieńskiego w 1465  roku.